# Susan Vahabzadeh
Susan Vahabzadeh (geboren im 20. Jahrhundert in Düsseldorf) ist eine deutsche Journalistin und Filmkritikerin im Feuilleton der Süddeutschen Zeitung.

## Leben
Susan Vahabzadeh wurde in Düsseldorf als Tochter einer deutschen Mutter und eines persischen Vaters geboren.
Vahabzadeh studierte in Frankreich Literaturwissenschaft und später Politikwissenschaft. Sie ist Absolventin der Deutschen Journalistenschule in München. Zunächst wollte sie politische Journalistin werden, bevor sie sich dem Feuilleton zuwandte. Seit 1997 arbeitet sie fest für die Süddeutsche Zeitung, wo sie Porträts Kulturschaffender schrieb.
Auf Empfehlung von Arno Makowsky, Claudius Seidl und Michael Althen verfasste sie zunehmend Filmkritiken für die Zeitung. Seit dem Wechsel von Althen zur FAZ im Jahr 2001 ist Vahabzadeh Filmkritikerin im Feuilleton der Süddeutschen Zeitung. Anlässlich der Berlinale 2005 zählte sie Der Spiegel zu „Deutschlands bekannteste(n) Filmkritiker(n)“. 2012 wurde sie von Sight & Sound dazu eingeladen, als eine von weltweit 846 Kritikern, Kino-Programmchefs und Festival-Kuratoren an der Wahl der 100 besten Filme aller Zeiten abzustimmen. Seit 2016 erscheint auf sueddeutsche.de ihre Videokolumne „Zoom“, in der sie über Kinopremieren spricht.
Als ihr Vorbild gibt Vahabzadeh die US-amerikanische Filmkritikerin Pauline Kael an.

## Rezeption
Autoren filmhistorischer und kulturkritischer Literatur bezogen sich auf ihre Artikel und zitierten sie vielfach. Darunter ist ihr Artikel über Ed Harris als Schauspieler und Regisseur des Films Pollock, ihre Kritik der Harry-Potter-Verfilmungen, denen jegliche Selbstironie fehle, der Artikel „Warum Tarantino Sklaverei und Holocaust vergleicht“ zum Film Django Unchained ihr Lob für das Autorenkino von Mira Nair, ihre Schilderungen der in Mexiko gedrehten Szenen des Bond-Films Spectre, ihr Verriss des Films Männersache von Mario Barth oder ihre Analyse, dass  Guy Ritchies Sherlock-Homes-Remake Muster der Bond-Filme aufwärme. Zur Ästhetik der Gewalt in Filmen zitierte Reinhold Zwick in dem philosophischen Band Das Böse erzählen (2017) eine frühe Filmkritik von Susan Vahabzadeh aus dem Jahr 1995 zu Der Totmacher.
Neben Filmkritiken veröffentlichte sie auch Essays, Porträts und Interviews. In Das Lachen der Täter: Breivik u.a. reflektiert Klaus Theweleit anhand ihres Interviews mit dem Politikwissenschaftler Olivier Roy dessen Thesen zum Zulauf von Jugendlichen zum IS. Der Artikel „Jugend ohne Gott. Susan Vahabzadeh trifft Olivier Roy“ war am 29./30. November 2014 in der Süddeutschen Zeitung erschienen. Es war kein wörtliches Interview. Vahabzadeh habe zusammenfasst, was er sagte. Mit der in Hollywood begonnenen „#MeToo“-Debatte befasste sich Vahabzadeh 2018 in mehreren Artikeln. Birgit Sauer nahm ihre Forderung nach einem „neuen Geschlechtervertrag“ auf, der den „sexuellen Unterwerfungsvertrag“, wie ihn Carole Pateman als Grundlage der westlichen politischen Moderne diagnostiziert hatte, auflöst und so zur „Entgiftung“ von Männlichkeit und des Geschlechterverhältnisses beitrage.

## Jurymitglied
Susan Vahabzadeh wirkte in mehreren Jurys mit.
- 2004: Film School Fest Munich[15]
- 2007: Innovationspreis des Beauftragten für Kultur und Medien
- 2019: Evangelische Filmjury[16]

## Sonstige Veröffentlichungen
- Held, Schmutzfink, Son of a Bitch, in: Gabriele Jatho (Hrsg.): Hommage Kirk Douglas. Jovis Verlag, Berlin 2001, ISBN 978-3-931321-75-8, S. 23–29.
- Porträts von Robert Evans und Julia Philipps, in: Gabriele Jatho, Hans Helmut Prinzler (Hrsg.): New Hollywood 1967 – 1976. Trouble in Wonderland. Bertz Verlag, Berlin 2004, ISBN 978-3-86505-154-7, S. 136–137, 174–175.
- Die Fürstin. Grace Kelly, in: Gabriele Jatho, Hans Helmut Prinzler (Hrsg.): Traumfrauen. Stars im Film der fünfziger Jahre. Bertz und Fischer, Berlin 2006, ISBN 978-3-86505-170-7, S. 94f.
- Gewalttherapie mit der Kamera, in: Oliver Prange (Hrsg.): Martin Scorsese. Du, Zürich 2017, ISBN 978-3-905931-78-5.
- Femizide. Maximale Macht. Veröffentlicht vom Goethe-Institut Brasilien, ursprünglich erschienen in der Süddeutschen Zeitung vom 25. März 2021.